# NGC 7738
NGC 7738 је спирална галаксија у сазвежђу Рибе која се налази на NGC листи објеката дубоког неба.
Деклинација објекта је + 0° 31' 3" а ректасцензија 23h 44m 2,0s. Привидна величина (магнитуда) објекта NGC 7738 износи 13,2 а фотографска магнитуда 14,0. NGC 7738 је још познат и под ознакама UGC 12757, MCG 0-60-38, CGCG 381-33, IRAS 23414+0014, PGC 72247.